# Сантандер
Сантанде́р (исп. Santander) — город в Испании, административный центр автономного сообщества Кантабрия. Муниципалитет находится в составе района (комарки) Сантандер.
Штаб-квартира банка Santander.
Население — 179,9 тыс. жителей (2011).
Сантандер расположен на берегу Атлантического океана и как типичный приморский город вытянулся вдоль берега. После катастрофического пожара в 1941 году, продолжавшегося двое суток, центр города подвергся перестройке.

## История

### Возникновение города. Средние века
Некоторые историки (например, Хоакин Эчегарай) считают, что на месте современного Сантандера мог находиться римский порт Portus Victoriae Iuliobrigensium, впервые упоминающийся во время войны с кантабрами в 26 году н. э..

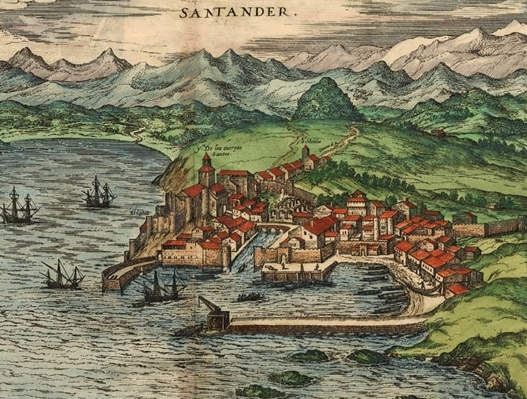
Сантандер в конце XVI века

Несмотря на то, что город впервые упоминается в 1068 году во время правления Санчо II, важным событием для истории Сантандера является основание в девятом веке Альфонсо II аббатства Святых Тел (исп. Abadía de los Cuerpos Santos), куда перенесли мощи святых Эметерия и Селедония. Согласно легенде, святые Эметерий и Селедоний были обезглавлены за отказ отречься от христианской веры во время великого гонения при императоре Диоклетиане. Позднее их головы были положены в каменную лодку, чтобы сохранить мощи от наступавших арабов-мусульман и когда лодка приблизилась к окружённому скалами Сантандеру, те чудодейственно разделились, а мощи нашли своё новое пристанище у холма Соморростро. По мнению филологов, само название города происходит от латинского названия места «Portus Sanctorum Emeterii et Celedonii», позднее изменившееся в современное «Сантандер» (Sancti Emetherii→Sancti Emderii→Sanct Endere→San Andero→Santendere→Santanderio→Santander). Сегодня оба святых считаются покровителями города и их головы изображены на гербе.
11 июля 1187 года король Альфонсо VIII назначил аббата Святых Тел сеньором города, а также дал ему особые права и преимущества для облегчения торговли, морского судоходства, рыболовства и др.
В 1248 году жители Сантандера приняли участие в осаде Севильи, в награду получив за это от короля герб, на котором изображена башня Торре-дель-Оро («Золотая башня») и река Гвадалквивир. В XIII веке Сантандер входит в Морское братство (исп. Hermandad de las Marismas).
Катастрофическими для города оказались события 1497 года, когда из Фландрии прибыл флот Маргариты Австрийской, а вместе с ним и чума. После эпидемии город обезлюдел — из восьми тысяч выжило только 2000 человек, 6000 погибло.

### XVIII—XIX века

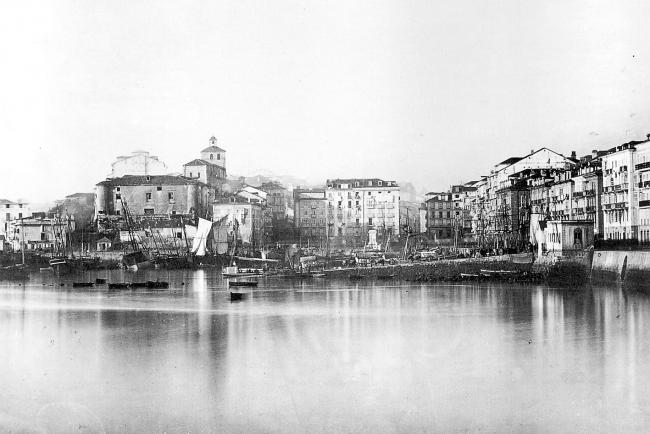
Сантандер в середине XIX века

В XVIII веке Сантандер начинает восстанавливаться от прошлых кризисов. Важным событием стало открытие в 1753 году дороги, соединившей промышленный Бургос с городом (исп. Camino de Reinosa), особенно после 1765 года, когда между Сантандером и американскими колониями установились торговые отношения.
12 декабря 1754 года была образована Сантандерская епархия, а в 1755 году Фердинанд VI даровал Сантандеру городской статус.
В начале XIX века бурное экономическое развитие позволило городу занять доминирующее положение в регионе — в 1801 году он становится столицей одноимённой морской провинции (исп. Provincia Marítima de Santander), а в 1833 — Провинции Сантандер (исп. Provincia de Santander), просуществовавшей вплоть до 1981 года (в 1982 году было образовано автономное сообщество Кантабрия).

### Конец XIX—начало XX века

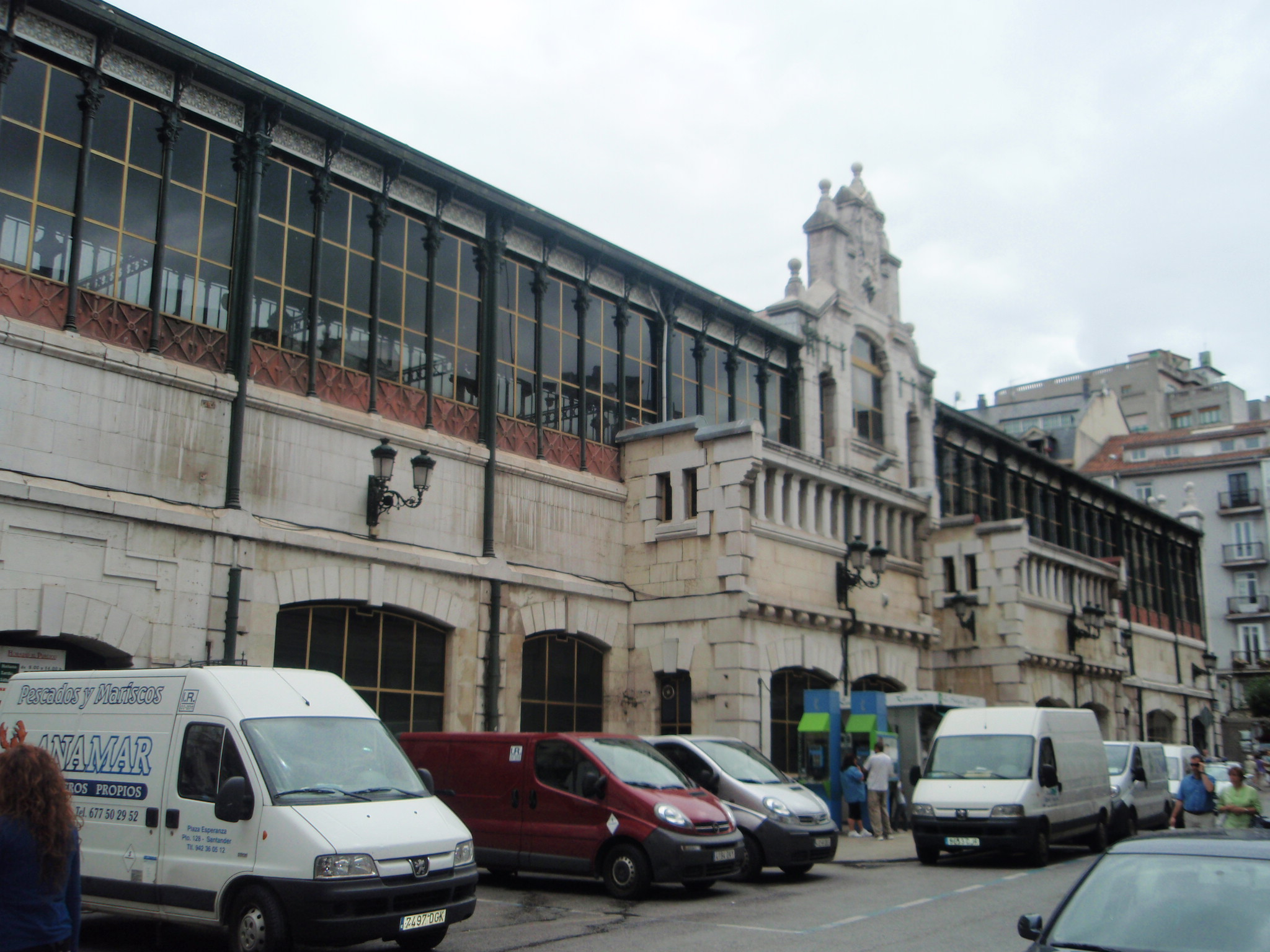
Здание Меркадо де ла Эсперанса (построено в 1904 году)

В 1893 году произошёл взрыв на корабле «Кабо Мачичако» (исп. Cabo Machichaco), перевозившего 51 тонну динамита. В результате 590 человек было убито и ещё примерно 2000 ранено. От взрыва и последующего пожара сильно пострадал порт и близлежащие улицы.

#### Туризм
Во второй половине XIX—начале XX века город переживает подъём туризма. Сантандер становится любимым курортом испанского короля Альфонсо XIII. Для короля и его семьи в 1912 построили дворец Ла-Магдалена. Важной достопримечательностью города становятся пляжи Эль Сардинеро, с построенными вокруг казино, гостиницами, парками и площадями.

### XX—начало XXI века

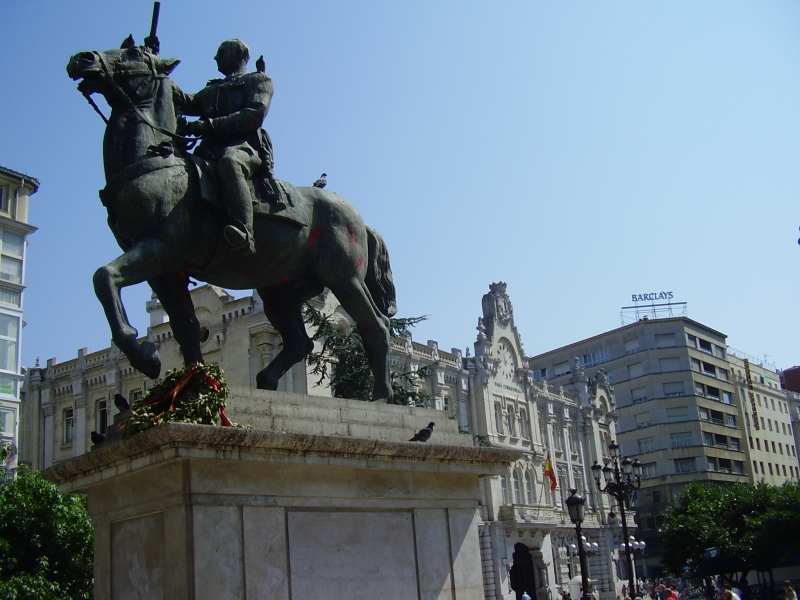
Конная статуя Франко на Пласа дель Аюнтамьенто, демонтирована в 2008 году

Экономический рост города, связанный с развитием туризма и торговли в начале XX века, прервался к 1930 годам — Великая депрессия и политическая нестабильность (в 1931 году была свергнута монархия), замедлили развитие города.
В октябре 1934 года в Сантандере, как и во многих городах Испании, происходили волнения, связанные с включением в правительство трёх представителей от СЭДА.
В 1936 году в Испании началась гражданская война. Поначалу Сантандер оставался в руках республиканцев, лишь после падения Бильбао и Брунете националисты приступили к захвату Кантабрии. В ходе многодневной битвы за Кантабрию, 26 августа 1937 года Сантандер пал, многие взятые в плен республиканские солдаты позже были казнены. Впоследствии на главной площади была установлена конная статуя Франко, демонтированная в 2008 году.
В 1941 году в Сантандере произошёл пожар, который длился 2 дня: 15 и 16 февраля. В течение этих двух дней сгорела почти вся историческая часть города. Сильный южный ветер, а также в основном деревянные дома не позволяли потушить этот пожар. В результате пожара погиб один человек — пожарный Хулиан Санчес Гарсия. Пожар разрушил средневековую часть города (37 улиц, площадью 14 гектаров), около 10 % жителей потеряли кров (примерно 10 тыс. из 101 793 жителей в 1940 году), а 7000 без работы. Город практически полностью изменил свой внешний вид и в течение с 1941 по 1950 годов проходила полномасштабная реконструкция жилых районов Сантандера.
В 1980 годах порт Сантандера был перенесён из центра города ближе к аэропорту, к границе с муниципалитетом Камарго.

## География

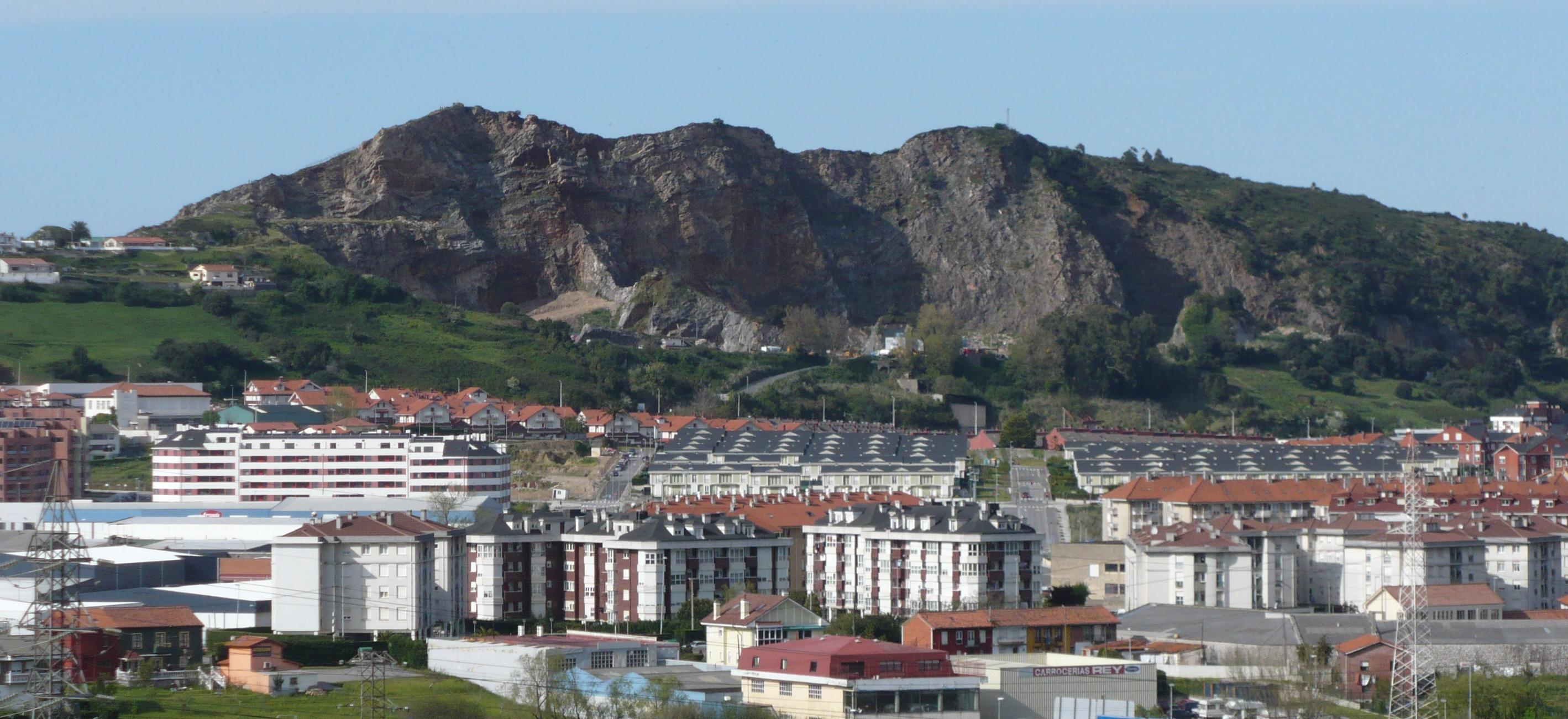
Пеньякастильо

Муниципалитет Сантандер включает территорию самого города Сантандера и его предместий: Куэто, Монте, Пеньякастильо и Сан-Роман, бывших когда-то отдельными деревнями, но постепенно вошедших в городскую черту:
- Куэто
  - Кварталы: Ла-Переда, Вальденоха, Фуморил
- Монте
  - Кварталы: Корбанера, Авиче, Боладо, Сан-Михель
- Пеньякастильо
  - Кварталы: Нуэво-Парке, Примеро-де-Майо, Нуэва-Монтаньа, Охаис, Адарсо, Рукандяал, Каммареал, Льюха, Эль-Эмпальме, Ла-Лентеха
- Сан-Роман
  - Кварталы: Ла-Торре, Сомонте, Корбан, Эль-Сомо, Ла-Льянилья, Эль-Масо, Канда-Ландабуру, Лавапьес, Ла-Глория, Ла-Сьера, Ла-Кандия, Корсеньо, Ла-Кевона, Пинторес Монтаньесес, Ла-Гарита, Ла-Канал, Эль-Камисо, Ла-Сота
- Сантандер
  - Кварталы: Касонья, Эль-Сардинеро, Баррио-Пескеро, Эль-Алисал, Кабильдо-де-Арриба, Кастилья-Эрмида, Пуэрточико, Сентро, Кватро-Каминос, Лос-Кастрос, Ла-Ремонта

Муниципалитет также разделён на восемь районов.

### Климат
| Показатель                                                      | Янв. | Фев. | Март | Апр. | Май  | Июнь | Июль | Авг. | Сен. | Окт. | Нояб. | Дек. | Год  |
| --------------------------------------------------------------- | ---- | ---- | ---- | ---- | ---- | ---- | ---- | ---- | ---- | ---- | ----- | ---- | ---- |
| Средний суточный максимум, °C                                   | 13,3 | 13,8 | 14,9 | 15,9 | 18,5 | 20,8 | 23,1 | 23,7 | 22,5 | 19,6 | 16,1  | 14,4 | 18,1 |
| Средняя температура, °C                                         | 9,5  | 9,9  | 10,7 | 12,0 | 14,6 | 17,1 | 19,4 | 19,9 | 18,3 | 15,4 | 12,2  | 10,7 | 14,1 |
| Средний суточный минимум, °C                                    | 5,6  | 5,9  | 6,5  | 8,0  | 10,7 | 13,4 | 15,6 | 16,1 | 14,1 | 11,3 | 8,2   | 6,9  | 10,2 |
| Норма осадков, мм                                               | 123  | 111  | 105  | 86   | 74   | 68   | 62   | 72   | 85   | 99   | 136   | 117  | 1246 |
| Источник: Valores climatológicos normales. Santander Aeropuerto |      |      |      |      |      |      |      |      |      |      |       |      |      |

## Население
| Год  | Численность | Численность   |
| ---- | ----------- | ------------- |
| 2001 | 185 231     | [ 9 ]         |
| 2002 | 184 661     | [ 10 ]        |
| 2004 | 183 799     | [ 11 ]        |
| 2005 | 183 955     | [ 12 ]        |
| 2006 | 182 926     | [ 13 ]        |
| 2007 | 181 802     | [ 14 ]        |
| 2008 | 182 302     | [ 15 ]        |
| 2009 | 182 700     | [ 16 ]        |
| 2010 | 181 589     | [ 17 ]        |
| 2011 | 179 921     | [ 18 ]        |
| 2012 | 178 465     | [ 19 ]        |
| 2013 | 177 123     | [ 20 ]        |
| 2014 | 175 736     | [ 21 ]        |
| 2015 | 173 957     | [ 22 ]        |
| 2016 | 172 656     | [ 23 ]        |
| 2017 | 171 951     | [ 24 ]        |
| 2018 | 172 044     | [ 25 ] [ 26 ] |
| 2019 | 172 539     | [ 27 ]        |
| 2020 | 173 375     | [ 28 ]        |
| 2021 | 172 221     | [ 29 ]        |
| 2022 | 171 693     | [ 30 ]        |
| 2023 | 172 726     | [ 31 ]        |
| 2024 | 173 635     | [ 2 ]         |

Население города в 2011 году составляло 179 921 человек (183 955 в 2006). Начиная с 90-х годов видна тенденция к уменьшению численности населения: уменьшение рождаемости и увеличение смертности. Средний возраст населения в 1996 году составлял 40 лет. Сантандер является одним из самых безопасных городов в Испании, так уровень преступности в 2007 году был одним из самых низких в стране (36,2 правонарушений на 1000 жителей).

## Органы власти

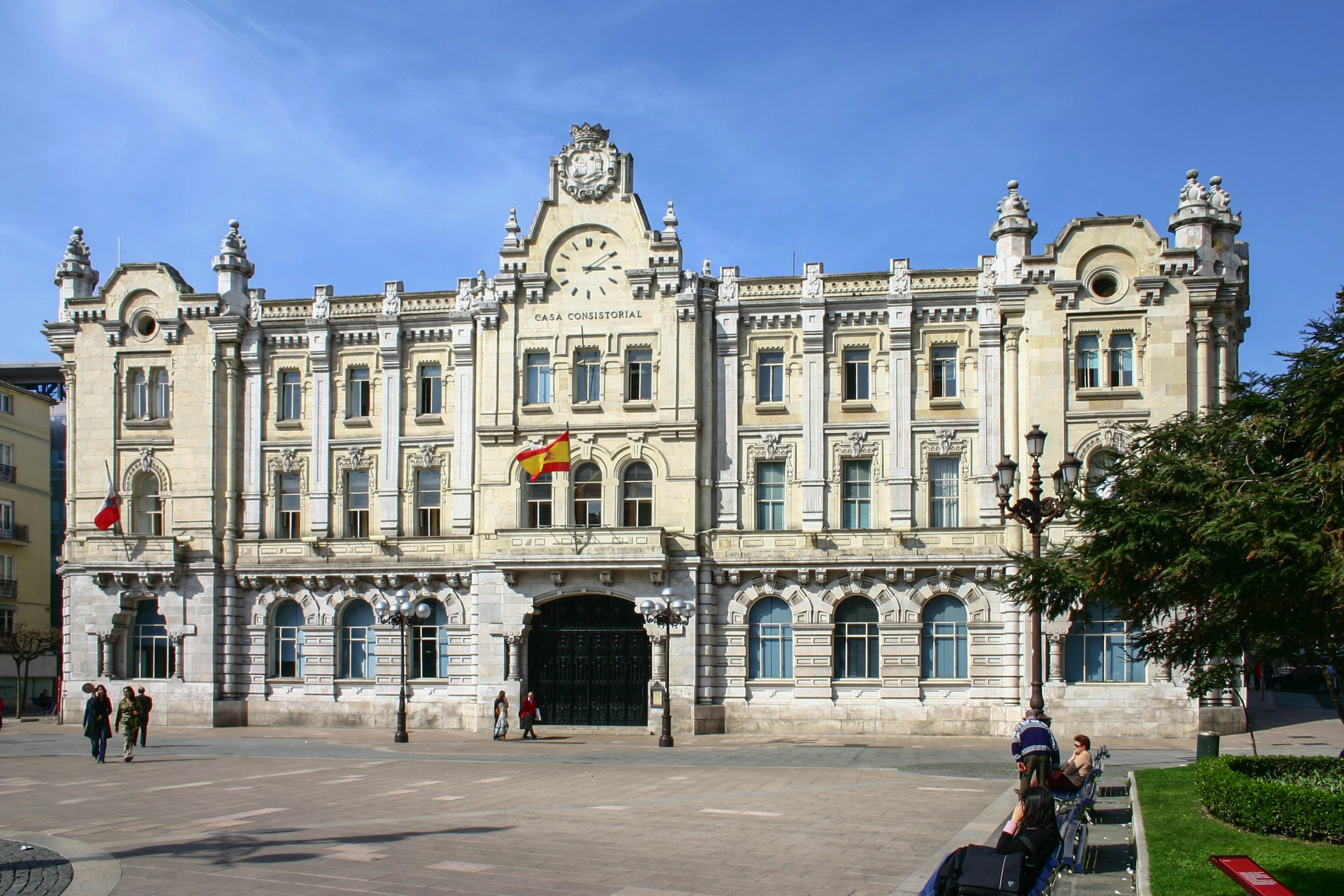
Здание муниципального совета Сантандера

Главным органом местного самоуправления Сантандера является муниципальный совет, во главе с алкайдом города. С 2007 года его должность занимает Иньиго де ла Серна от Народной партии. На 2012 год муниципальный совет состоит из 18 членов от Народной партии (PP), 5 от Федерации социалистов Кантабрии (исп. Partido Socialista de Cantabria-PSOE, PSC-PSOE) и 4 от Региональной партии Кантабрии (исп. Partido Regionalista de Cantabria, PRC).
Мэрия располагается на Пласа дель Аюнтамьенто, в здании 1907 года (арх. Хулио Маринес-Сапата), значительно перестроенного в последующие годы. Около здания, на площади, находилась конная статуя генерала Франко, установленная в 1964 году (скульптор Хосе Капус Мамано). В 2008 году памятник был демонтирован и отправлен на хранение в Музей Кантабрии.
| Муниципальные выборы 23 мая 2003 года |        |         |               |
| Партии                                | Голоса | %       | Мест в совете |
| PP                                    | 48599  | 47,67 % | 15            |
| PSC-PSOE                              | 31294  | 30,70 % | 9             |
| PRC                                   | 12731  | 12,49 % | 3             |

| Муниципальные выборы 27 мая 2007 года |        |         |               |
| Партии                                | Голоса | %       | Мест в совете |
| PP                                    | 51187  | 51,94 % | 15            |
| PSC-PSOE                              | 25174  | 25,55 % | 7             |
| PRC                                   | 16977  | 17,23 % | 5             |

| Муниципальные выборы 22 мая 2011 года |        |         |               |
| Партии                                | Голоса | %       | Мест в совете |
| PP                                    | 52657  | 56,24 % | 18            |
| PSC-PSOE                              | 15874  | 16,95 % | 5             |
| PRC                                   | 13703  | 14,63 % | 4             |

## Культура

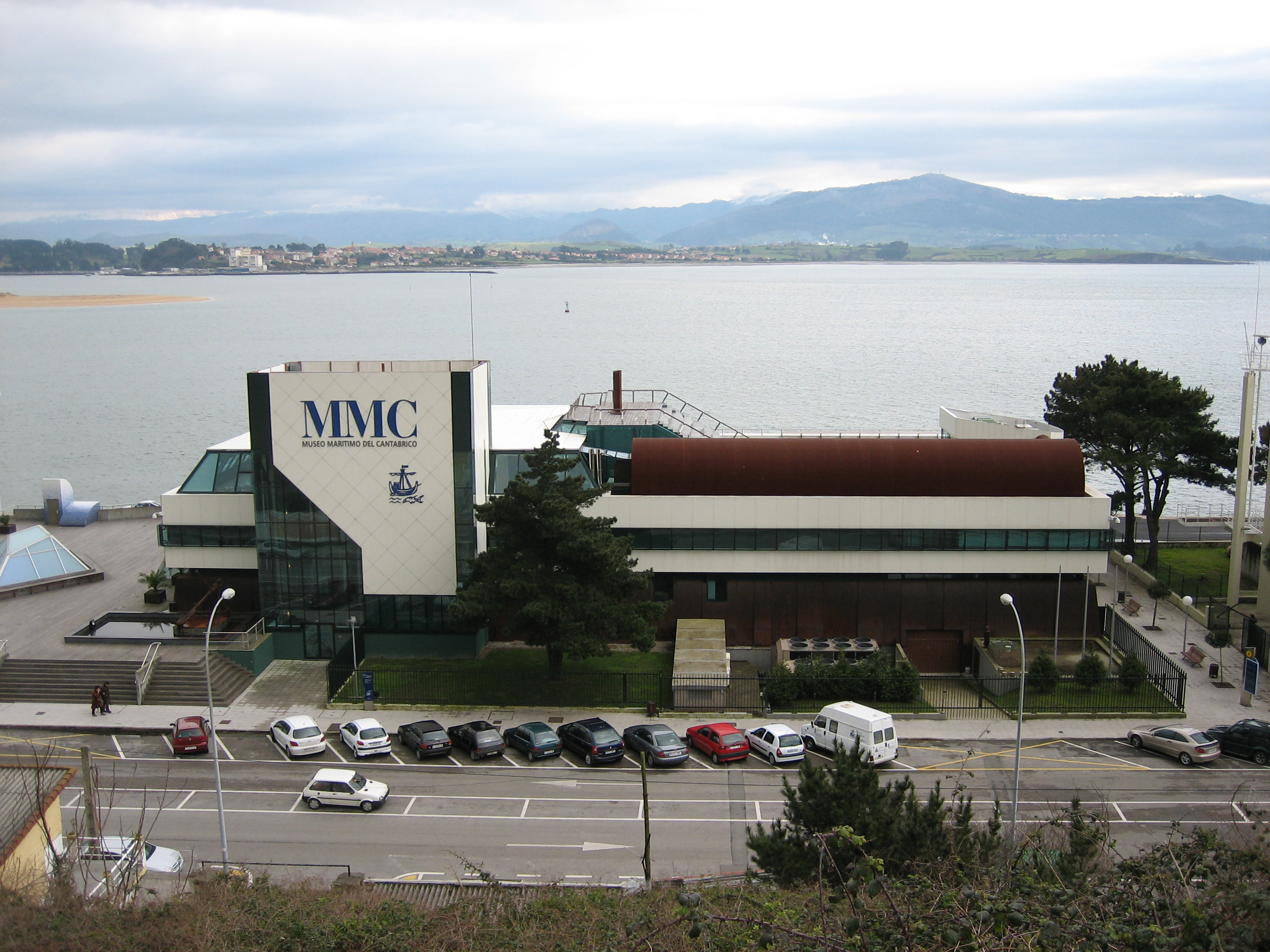
Здание Морского музея

В Сантандере располагаются многие интересные музеи и выставочные центры:
- Морской музей Кантабрии (исп. Museo Marítimo del Cantábrico)
- Музей современного искусства Сантандера и Кантабрии (исп. Museo de Arte Moderno y Contemporáneo de Santander y Cantabria)
- Музей доисторической эпохи и археологии Кантабрии (исп. Museo de Prehistoria y Arqueología de Cantabria)
- Музей корриды Сантандера (исп. Museo Taurino de Santander)
- Дворец фестивалей Кантабрии (исп. Palacio de Festivales de Cantabria)
- Дворец конгрессов и выставок Сантандера (исп. Palacio de Exposiciones y Congresos de Santander)
- Региональная синематека Кантабрии (исп. Filmoteca Regional de Cantabria)

В городе проходят летние курсы Международного университета Менендес-и-Пелайо и музыкальный фестиваль в Сантандере.

## Достопримечательности

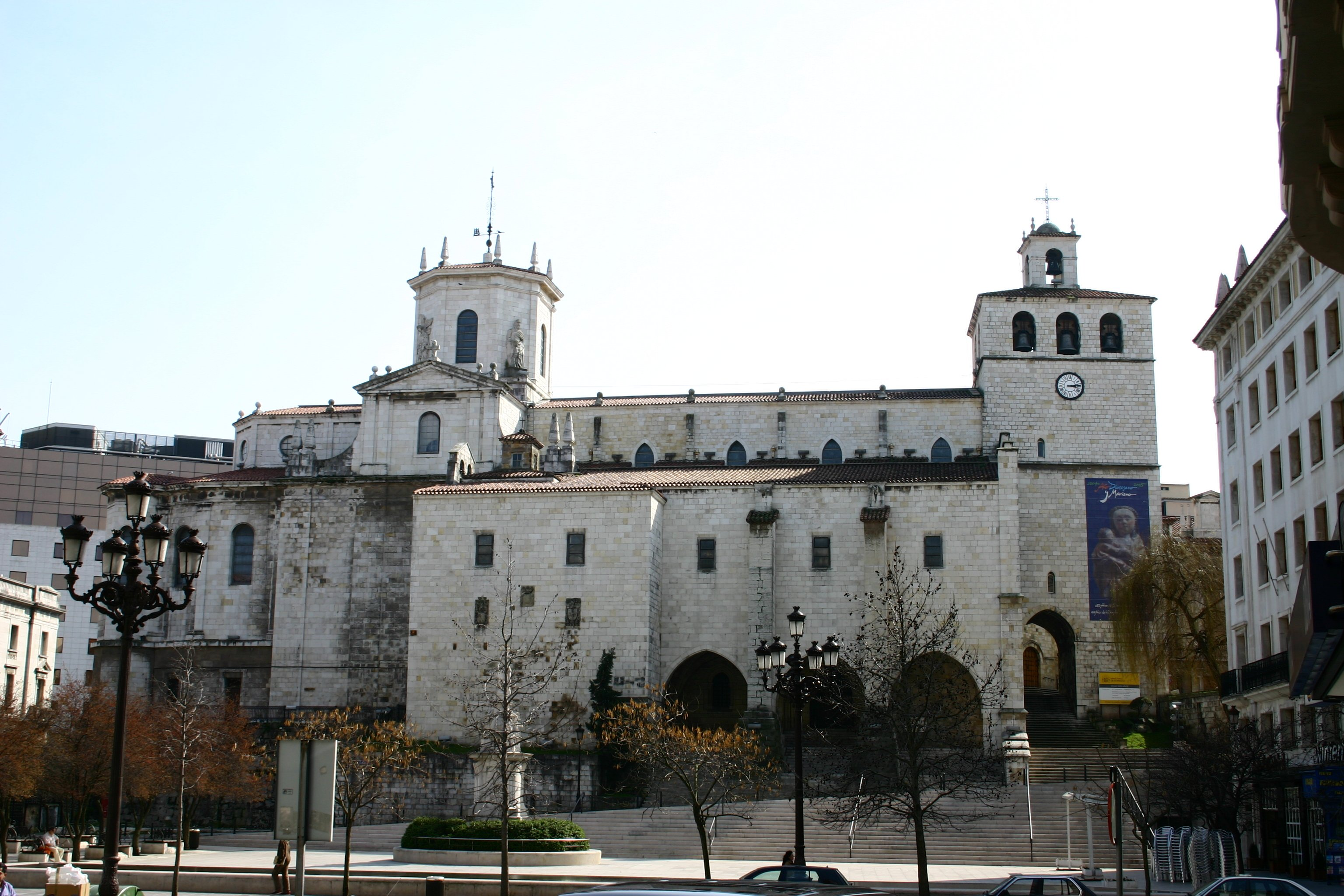
Кафедральный собор Сантандера

- Сантандерский собор XIII—XIV веков, состоящий из двух частей: нижней церкви и верхней. В соборе хранятся мощи святых Эметерия и Селедония.
- Церковь святейшего сердца Иисуса.
- Королевский дворец Ла-Магдалена 1912 года, летняя резиденция короля Альфонсо XIII, при котором Сантандер превратился в популярный курорт.
- Район Эль-Сардинеро, являющийся туристическим центром города, с казино, ресторанами и гостиницами, кроме того, в этой части Сантандера находится ряд крупных культурных и спортивных сооружений города, таких как Дворец конгрессов и выставок, стадион Ель-Сардинеро и Дворец спорта.
- Эль Гранд-Казино Сардинеро — крупнейшее казино в Кантабрии, открывшееся в 1916 году. Архитектор — Элой Маринес дель Валле.
- Фаро-де-Кабо-Майор — маяк на мысе Кабо-Майор, построенный 15 августа 1839 года.
- Hotel Real — красивая пятиэтажная гостиница, построенная в 1917 году по проекту Гонсалеса Рианчо.
- Пасео-де-Переда — одна из главных улиц города, проходит вдоль побережья от улицы Альфонсо XIII до улицы Кастелар. Главными достопримечательностями являются Сады Переда и здание банка Сантандер:
  - Сады Переда (исп. Jardines de Pereda) — небольшой парк, названный в честь испанского писателя Хосе Мариа де Переда. В центре стоит памятник писателю.
  - Здание Сантандерского банка (исп. Edificio Banco de Santander) — пятиэтажное здание, построенное в 1923 году, состоит из двух корпусов, соединённых аркой (архитектор Хавьер Гонсалес Рианчо).

### Парки и пляжи
Сантандер знаменит своими пляжами и парками. На полуострове Ла-Магдалена, вокруг королевского дворца, располагается одноимённый парк (исп. Parque de la Magdalena), являющийся наравне с дворцом основной достопримечательностью города. В парке расположен пруд и здания Королевских конюшен. 11 мая 2007 года был открыт парк Атлантико-де-лас-Льямас, расположенный за Дворцом спорта.
Среди других парков и садов можно назвать Сады Пикио (исп. Jardines de Piquío), расположенные в туристическом районе Эль-Сардинеро, среди знаменитых пляжей; парк Доктора Моралеса (исп. Parque del Doctor Morales ), называемый в народе «Коровьим парком», так как на его территории стоит памятник корове; парк Гонсалеса-Месонеса, носящего имя одного из мэров Сантандера, и другие.
В Сантандере 12 городских пляжей, среди которых самые знаменитые Первый и Второй пляжи Эль-Сардинеро.

## Спорт

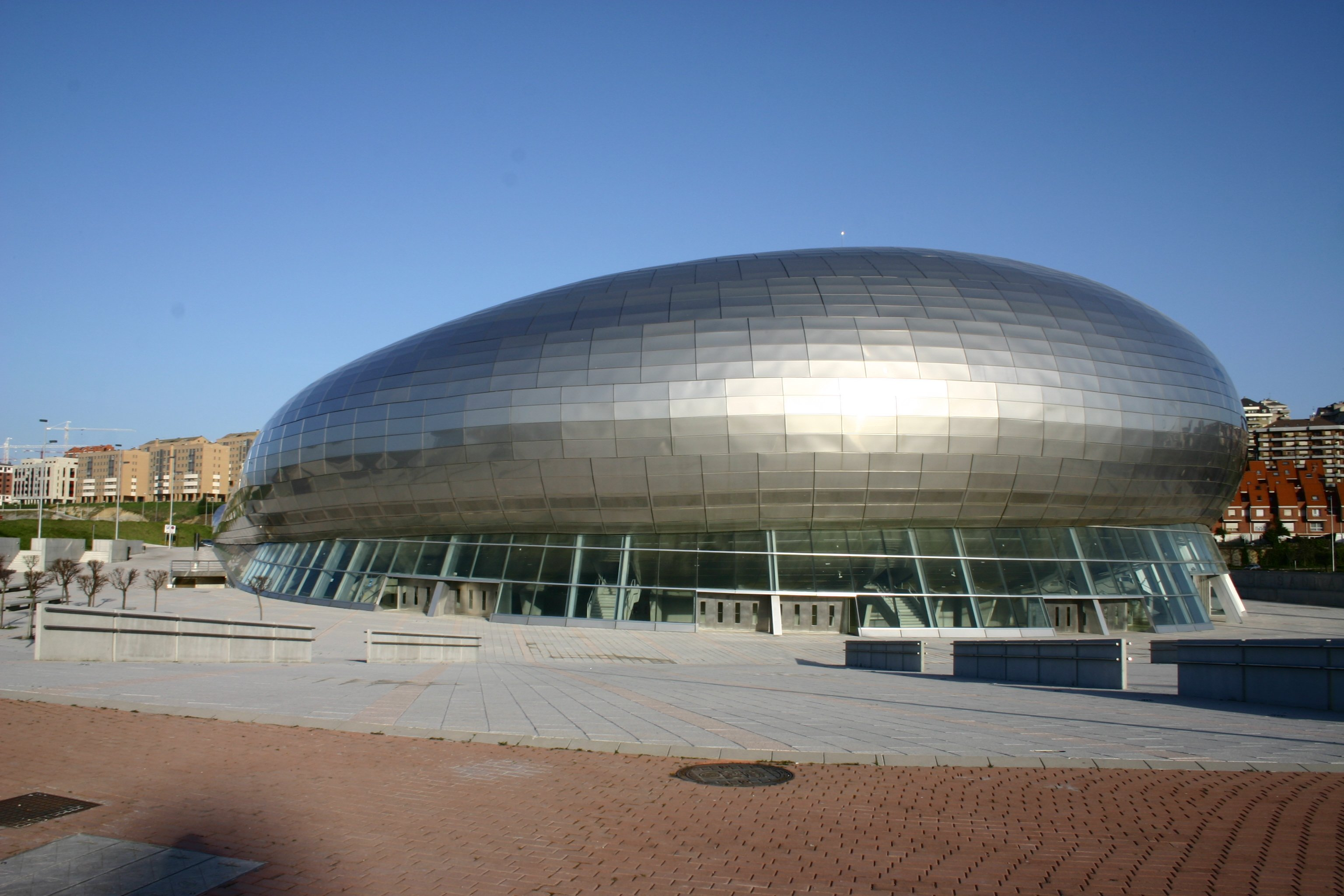
Дворец спорта в Эль Сардинеро

Сантандер в высшей лиге испанского чемпионата по футболу представляет ФК «Расинг», проводящий свои домашние матчи на поле стадиона Эль Сардинеро. Клуб был основан в 1913 году и переименован во времена Франко в Реал Сантандер, в 1977 году было восстановлено прежнее название.
Помимо футбола в городе был свой известный гандбольный клуб Кантабрия (Тека Кантабрия), основанный в 1975 году. Последние соревнования с участием гандбольной команды проходили во Дворце спорта Сантандера.
Некоторые известные команды города:
| Клуб                          | Вид спорта        | Лига                           | Стадион                  |
| ----------------------------- | ----------------- | ------------------------------ | ------------------------ |
| ФК «Расинг»                   | Футбол            | Вторая лига Испании по футболу | Стадион Эль Сардинеро    |
| Альма Сантандер               | Гандбол           | División de Honor Plata        |                          |
| Эстела Сантандер              | Баскетбол         | Лига EBA                       | Дворец спорта Сантандера |
| Agrupación Deportiva Sagardía | Гандбол (женский) | Лига Коста Бланко              |                          |
| Реал Сосьедад                 | Хоккей на траве   | División de Honor              | Ла Альберисиа            |
| Индепенденте                  | Регби             | División de Honor B            |                          |

## Транспорт

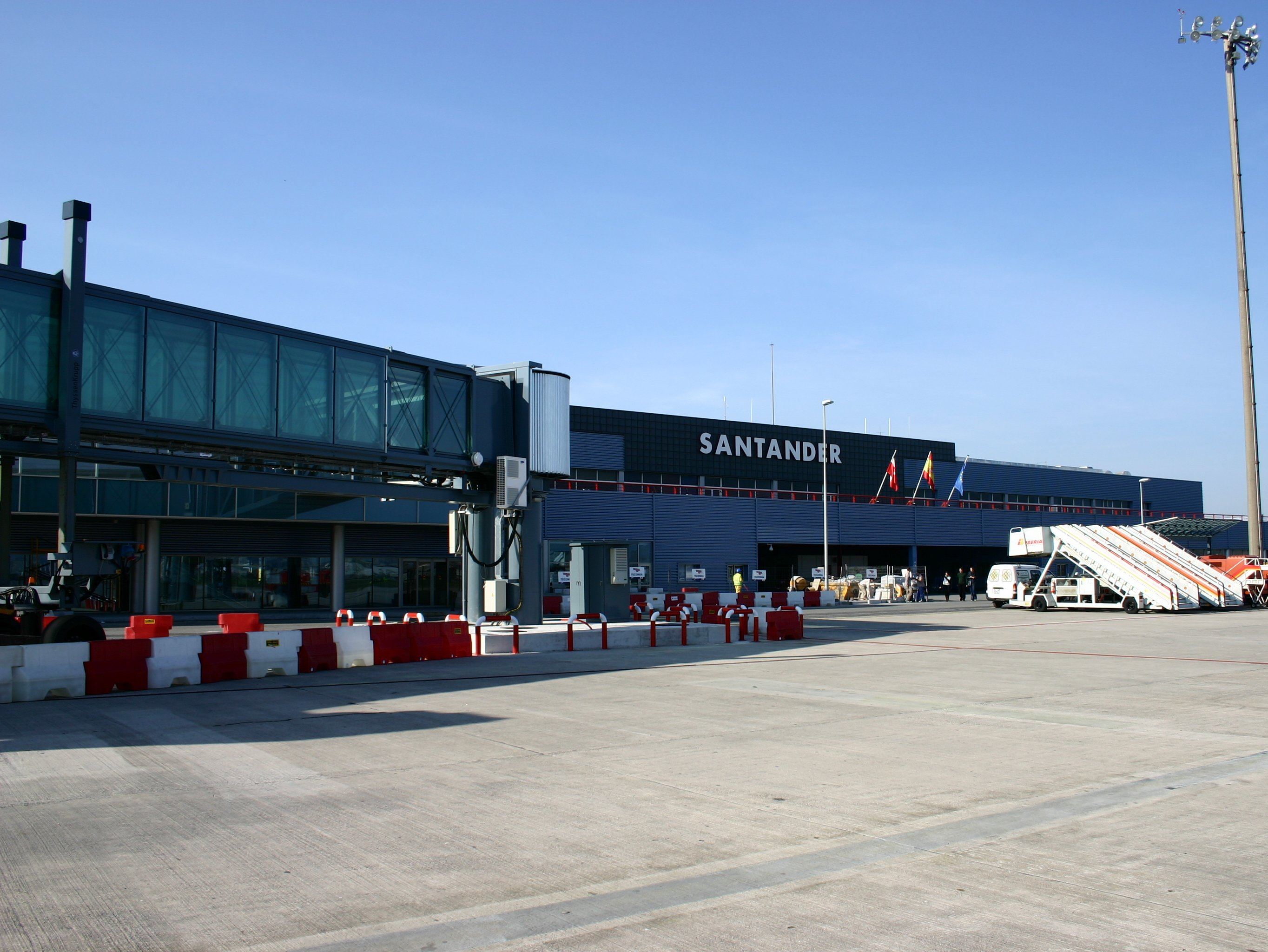
Аэропорт Сантандера

Основной вид транспорта в Сантандере — автомобильный. Городские автобусы принадлежат муниципалитету. Стоимость проезда составляет 1,20€ (на 2012). Также автобусные перевозки осуществляются компанией ALSA, через дочернюю компанию Astibus.
В 2006 году был разработан проект метрополитена, состоящего из четырёх линий легкорельсового транспорта и фуникулёра, построенного в 2008 году.
В Сантандере есть две железнодорожные станции, расположенные на Пласа-де-лас-Эстасионес (улица Атилано Родригеса), рядом с автовокзалом (исп. Estación de Autobuses de Santander). С одной осуществляется посадка на поезда, идущих по ширококолейной линии (принадлежит компании RENFE), с другой на поезда двух узкоколейных линий (принадлежат компании FEVE).
Аэропорт Сантандера находится в пяти километрах от города, в муниципалитете Камарго. В 2007 году количество пассажиров достигло 761 тыс. человек в год, а в 2011 году превысило отметку в один миллион.